# 2472 Bradman
2472 Bradman је астероид главног астероидног појаса са средњом удаљеношћу од Сунца која износи 2,264 астрономских јединица (АЈ).
Апсолутна магнитуда астероида је 13,1.